# ACF Genova
ACF Genova – włoski klub piłki nożnej kobiet, mający siedzibę w mieście Genua, na północy kraju.

## Historia
Chronologia nazw:
- 1967: A.C.F. Genova

Klub piłkarski  A.C.F. Genova został założony w mieście Genua w 1967 roku. W 1968 przyłączył się do F.I.C.F. (Federazione Italiana Calcio Femminile) i startował w pierwszych mistrzostwach. W turnieju ligowym zespół zajął drugie miejsce wśród 5 drużyn w grupie A, a następnie w półfinale pokonał Cagliari (0:0 i 4:1). W meczu finałowym z Romą Albertina Rosasco strzeliła jedynego gola, dzięki któremu Genova zdobyła historyczny pierwszy tytuł mistrza Włoch (F.I.C.F.). W następnym sezonie 1969 rozgrywki były prowadzone tylko systemem ligowym i klub zakończył je na drugiej pozycji. W 1970 tylko gorsza różnica bramek zdecydowała, że klub był trzecim, a nie drugim. W 1971 zajął 8.miejsce. Został ujęty jeden punkt za rezygnację z gry przeciwko Aosta bez uprzedniego powiadamiania władz ligi. Jednak klub nie zgodził się z taką decyzją i zrezygnował z dalszych występów w sezonie 1972. Wielu zawodniczek przeszło do lokalnego F.F. Genova 70.

## Stadion
Klub rozgrywa swoje mecze domowe na stadionie Luigi Ferraris w Genui, który może pomieścić 366000 widzów.

## Sukcesy

### Trofea międzynarodowe
Nie uczestniczył w rozgrywkach europejskich (stan na 01-01-2017).

### Trofea krajowe
- Serie A (I poziom):
  - mistrz (1): 1968 (FICF)
  - wicemistrz (1): 1969 (FICF)
  - 3.miejsce (1): 1970 (FICF)